# Bäckergastronomie

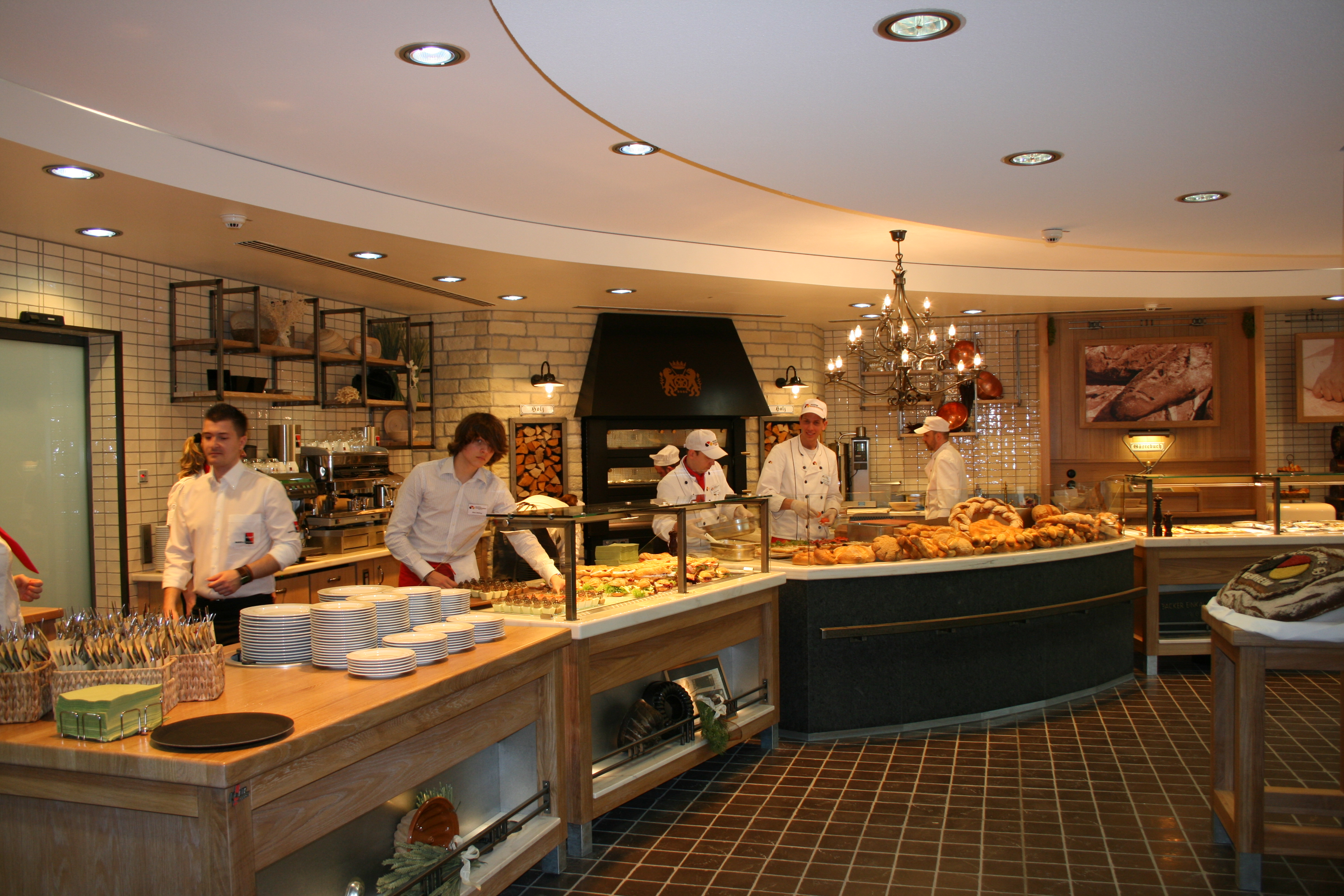
Bäckergastro-Trainingsbereich der Akademie Deutsches Bäckerhandwerk Weinheim

Als Bäckergastronomie (auch Bäcker‐Gastronomie) werden erweiternde Sortimentsangebote von Bäckereien über klassische Backwaren hinaus bezeichnet.
In Deutschland sind die 11.737 Bäckereien (Stand 31. Dezember 2016) mit ihren rund 46.000 Filialen Marktführer im Bereich „Außer-Haus-Verzehr“ und setzten im Jahr 2016 alleine in diesem Segment mehr als 3 Milliarden Euro um, was einem Plus von 5,4 % gegenüber dem Vorjahr entspricht.
Typische Produkte der Bäckergastronomie sind z. B. Frühstücksangebote wie: belegte Brote und Brötchen, überbackene Aufläufe mit Kartoffel- oder Nudeleinlage, Desserts, Flammkuchen, Gebäck, Kuchen, Pizza, Salate, Suppen, Quiches, Wraps, Heiße Getränke und Erfrischungsgetränke. Das belegte Brötchen ist der am meisten verkaufte Snack in Deutschland.